# IS-3
IS-3 byl sovětský těžký tank vyvíjený na konci druhé světové války a vyráběný v letech 1945 až 1946. Označení IS znamenalo Iosif Stalin. Do bojů druhé světové války pravděpodobně vůbec nezasáhl. Přestože byly tanky IS-3 na začátku studené války západem obávané, jejich jediné bojové nasazení egyptskou armádou nebylo úspěšné.

## Vývoj
V létě roku 1944 byl zahájen vývoj nového těžkého tanku, pracovně nazvaného Kirovec-1. Při vývoji byl kladen důraz na odstranění neduhů, které byly u stávajících těžkých tanků. Z vývoje vzešly dva prototypy, z nichž jeden zaujal klínovitě tvarovaným předkem, druhý pak věží nezvyklého kopulovitého tvaru. Po seznámení s oběma prototypy bylo vydáno rozhodnutí postavit nový prototyp, který by obsahoval korbu prvního a věž druhého prototypu. Tento nový prototyp byl představen v říjnu 1944 a v prosinci téhož roku rozhodl Stalin o zahájení jeho sériové výroby. První zkušební série tanků byla dokončena v květnu 1945. Výroba byla ukončena ke konci roku 1946 a později byly tanky dvakrát modernizovány.

## Konstrukce

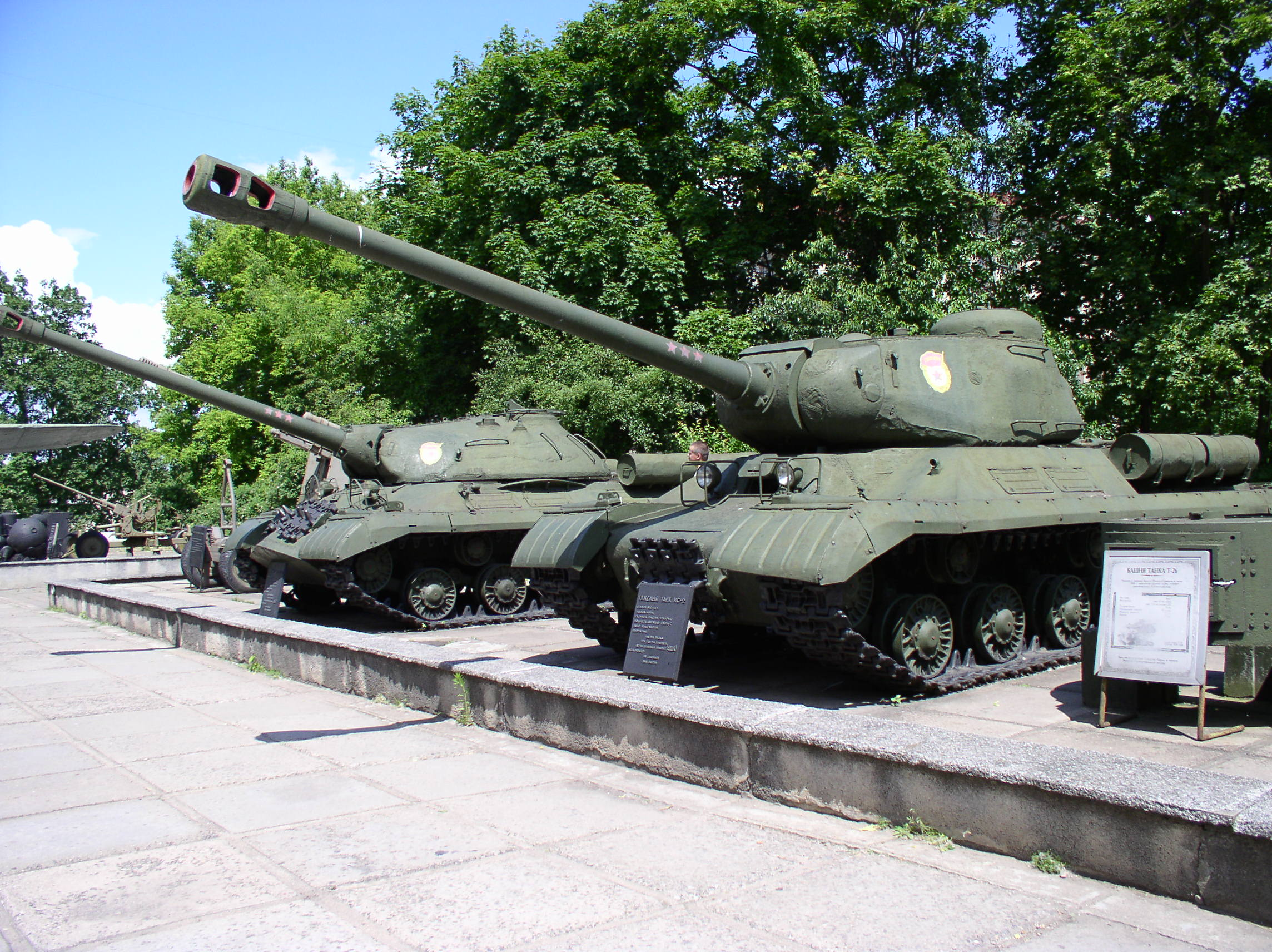
IS-2 model 1943 (vpředu) a IS-3 v muzeu velké vlastenecké války v Minsku

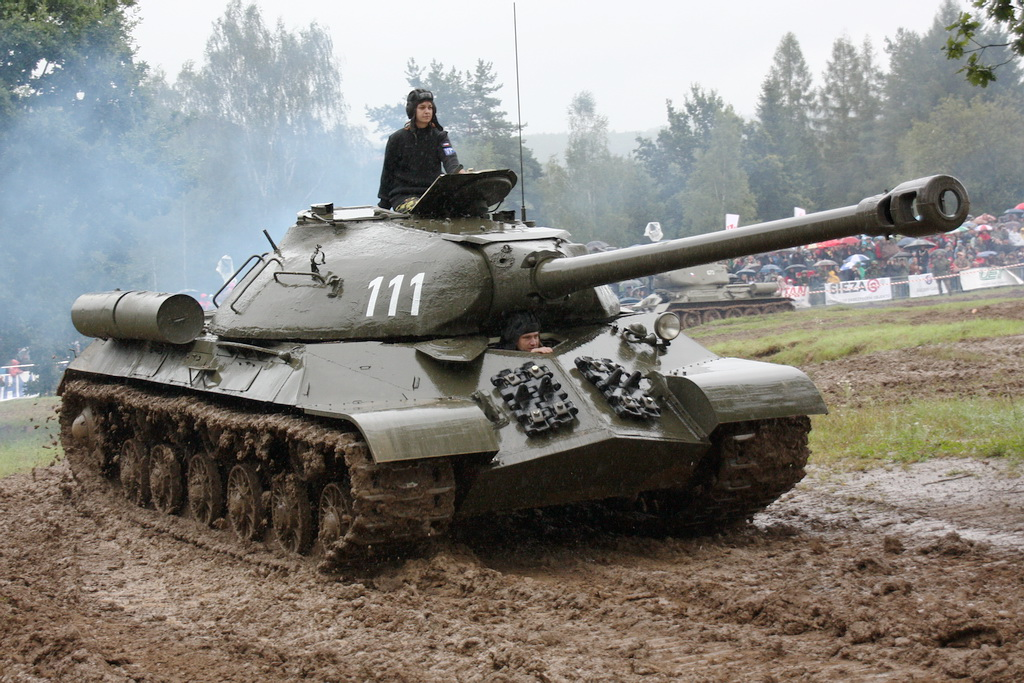
IS-3 měl mimořádné pancéřování a věž ve tvaru polokoule jako mnoho jiných sovětských tanků.

Korba tanku byla velice jednoduchá, účinně tvarovaná, s velice silným pancířem (max 100 mm). Předek korby byl svařen ze tří válcovaných plátů, které vytvářely pro tento tank charakteristickou špičku ve tvaru klínu, která vynesla IS-3 přezdívku Ščuka (štika). Vnitřní uspořádání korby bylo řešeno stejně, jako u tanku IS-2. V přední části korby uprostřed seděl řidič. V malém trojúhelníkovém plátu nad řidičem byl malý poklop, vybavený periskopem. Řidič měl dále v případě nutnosti nouzového opuštění tanku k dispozici únikový prostor v podlaze. K pohonu tanku sloužil vznětový motor V-2-IS o výkonu 600 HP. Podvozek sestával na každé straně z napínacího kola vpředu, šesti dvojitých pojezdových kol, hnacího kola vzadu a třech napínacích kladek. Pojezdová kola s vnitřním tlumením byla odpružena torzními tyčemi. V přední části korby byla elektricky poháněná, odlévaná věž vejčitého tvaru, který se stal charakteristickým pro celou řadu poválečných sovětských tanků. Velice silně pancéřovaná věž byla odlévaná. Ve věži byl lafetován kanón D-25T ráže 122 mm spolu s kulometem DT ráže 7,62 mm. Hlaveň kanónu byla vybavena úsťovou brzdou. K zamíření sloužil teleskopický zaměřovač TŠ-17, ve věži byl instalován pozorovací periskop Mk.IV. Vezená zásoba munice činila pouhých 28 dělených granátů. Na pravé straně střechy věže byla instalována nízká kopule, vybavená poklopem. K ní byl uchycen protiletadlový kulomet DŠK ráže 12,7 mm. Na levé straně věže byl druhý poklop pro velitele. Celkem bylo ke konci roku 1946, kdy skončila produkce, vyrobeno 2311 kusů tanků IS-3, přičemž během války činil počet vyrobených tanků 29 kusů.
Tanky IS-3 trpěly zejména závadami pohonu, na což vedení armády reagovalo modernizací, která probíhala v letech 1948–1952. Zásadní modernizace IS-3 proběhla v roce 1960, kdy tanky dostaly nový motor V-54K-IS, převzatý z tanku T-54. Spolu s novým motorem byla použita nová, spolehlivější převodovka a účinnější vzduchové filtry. Do tanků byly instalovány nové vysílačky a přístroje na noční vidění. Kulomet DŠK byl zaměněn za modernější DŠKM, opět ráže 12,7 mm. Takto upravené tanky byly označeny jako IS-3M a konečně zaznamenaly vyšší spolehlivost.

## Bojové nasazení

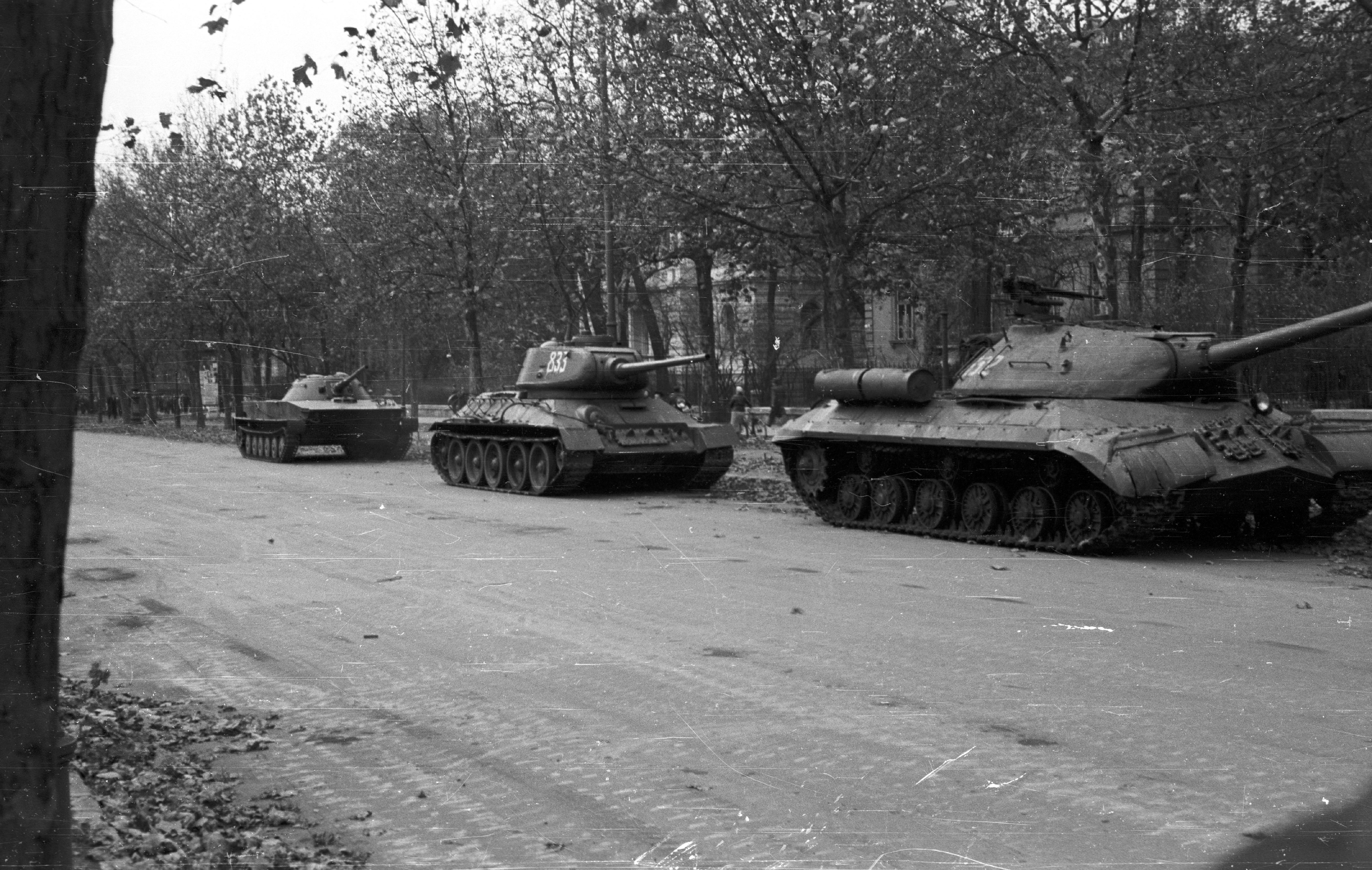
IS-3, T-34/85 a PT-76 během maďarského povstání v roce 1956 v Budapešti

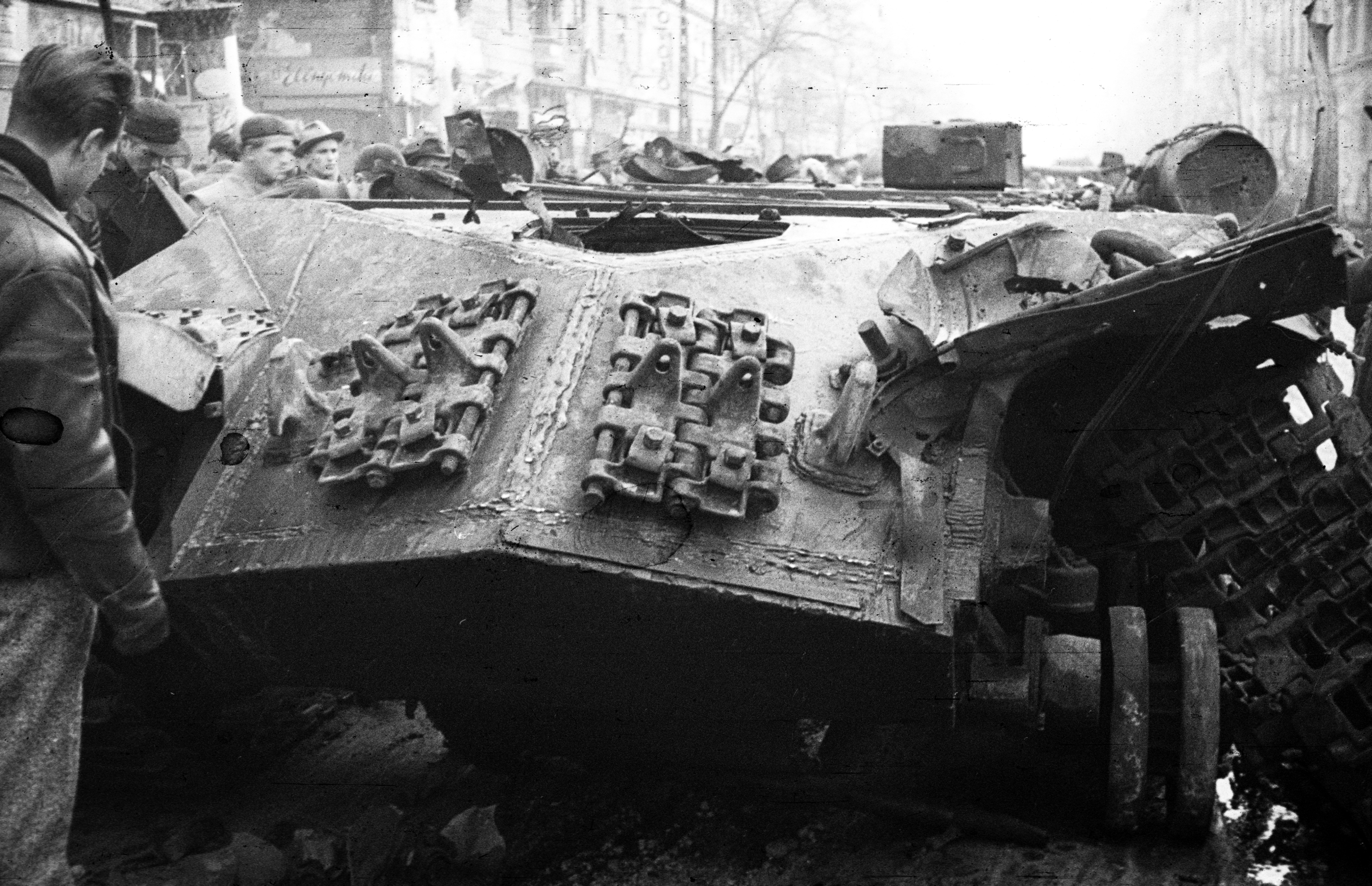
Přední část vraku IS-3 v roce 1956 v Budapešti. Jasně viditelné sváry 120 mm tlustých desek.

Žádný z tanků IS-3 pravděpodobně nebyl během Velké vlastenecké války proti Německu nasazen. Existuje sice nepodložená zvěst o souboji tanků IS-3 s německými Jagdpanthery, ale vzhledem k časovému horizontu výroby IS-3 se to zdá nereálné. Do Německa tanky IS-3 zavítaly teprve při demonstraci vítězných armád v Berlíně 7. září 1945. Na Dálný východ byly tanky IS-3 sice odeslány, ale o jejich zapojení do boje s japonskou armádou neexistují žádné záznamy. S největší pravděpodobností nebyl tento tank Sovětským svazem za 2. světové války nikdy bojově použit. Tyto tanky se zúčastnily až při potlačení povstání v Maďarsku v roce 1956 a okupace Československa v roce 1968.
Skutečného bojového nasazení se IS-3 a IS-3M dočkaly pouze v rámci egyptské armády během tzv. Šestidenní války (1967). Zde tyto tanky, které Sovětský svaz dodal Egyptu, zaznamenaly dílčí úspěch, když se jim podařilo zničit několik izraelských tanků. Celkově však bylo jejich nasazení zklamáním. Vzhledem k nemožnosti rychlého zaměření cíle, špatným manévrovacím schopnostem zapříčiněným těžkým terénem (tank byl konstruován pro východoevropské stepi[zdroj?]) a nespolehlivému pohonu (v egyptských podmínkách nebyl dostatečný přísun náhradních dílů), což bylo umocněno všudypřítomným pouštním prachem a pískem, klesala hodnota těžkých tanků na naprosté minimum. Ve spojení s průměrnou kvalitou egyptských osádek dopadlo celkové bojové použití tanků IS-3 katastrofálně. Efektivitu egyptských osádek dokládá případ, kdy tank IS-3 byl zničen vhozením granátu dovnitř skrz otevřený poklop – Egypťané totiž nechávali s oblibou otevřené poklopy pro rychlejší únik v případě zasažení. Ze zhruba 100 dodaných tanků IS-3 a IS-3M jich bylo ztraceno 73, z toho velká část zůstala na bojišti nepoškozená. Izrael tak ukořistil velké množství provozuschopných tanků, které používal jako pásové tahače.